# كيم يانغ غون
كيم يانغ غون (هانغل: 김양건) (24 أبريل 1942 - 29 ديسمبر 2015) هو سياسي كوري شمالي ومسؤول بارز في حزب العمال الحاكم في كوريا الشمالية. ومساعد رفيع للزعيم كيم جونغ أون. كان يتولى منصب الأمين العام لحزب العمال ورئيس إدارة الجبهة الموحدة بالحزب والتي تتولى العلاقات بين كوريا الشمالية وكوريا الجنوبية.

## الوفاة
توفي غون في 29 ديسمبر 2015 نتيجة حادث سير تعرض له.